# Harpactea samuili
Harpactea samuili är en spindelart som beskrevs av Lazarov 2006. Harpactea samuili ingår i släktet Harpactea och familjen ringögonspindlar.
Artens utbredningsområde är Bulgarien. Inga underarter finns listade i Catalogue of Life.